# Облога Кірополя
Кірополь був найбільшим із семи міст регіону, який Александр Македонський мав намір завоювати у 329 році до н. е. Його метою було завоювання Согдіани. Александр спочатку відправив Кратера до Кірополя, найбільшого із согдійських міст, що протистояли силам 
Александра. Вказівки Кратеру були такі: "займіть позицію поблизу міста, оточіть його ровом і частоколом, а потім зберіть такі облогові машини, які могли б відповідати його цілям...". План полягав у тому, щоб змусити городян зосередитись на власній обороні та не дати їм відправити  допомогу до інших міст.
Почавши з Газзи, Александр продовжив завоювання інших міст. П'ять із семи міст було взято за два дні. Багато жителів було вбито. Потім Александр прибув до Кірополя, який був найкраще укріпленим і мав найбільше населення. У нього також були, на загальну думку, найкращі бійці регіону. Александр зруйнував оборону Кірополя за допомогою облогових знарядь. Поки тривав обстріл, Александр наказав деяким своїм військам пробратися через висохлий струмок, що проходив під міським муром. Александр також приєднався до цієї місії і, опинившись усередині своїх військ, відкрив міську браму, щоб пропустити свої атакуючі сили. Щойно містяни побачили, що місто взяте, вони люто обрушилися на нападників. Александр отримав сильний удар каменем, який упав йому на голову та шию. Кратера було поранено стрілою, але захисників було відкинуто. Арріан оцінює сили захисників приблизно 15 000 бійців і стверджує, що 8 000 їх було вбито на першому етапі операції. Інші, мабуть, шукали притулку в центральній фортеці міста, але через день здалися через відсутність води.
Розповіді авторів у тому, як минула битва, різняться. Арріан цитує Птолемея, який сказав, що Кірополь здався, і Арріан також стверджує, що, згідно з Арістобулом, це місце було взято штурмом, а мешканців міста було вбито. Арріан також цитує Птолемея, який сказав, що він розподілив людей по армії і наказав тримати їх у ланцюгах під охороною, доки він не покине країну, щоб ніхто з тих, хто вплинув на повстання, не залишився позаду.